# Il piccolo grande uomo (film)
Il piccolo grande uomo (Little Big Man) è un film del 1970 diretto da Arthur Penn, basato sull'omonimo romanzo di Thomas Berger.
Presentato fuori concorso al Festival di Mosca, al pari di Soldato blu, dello stesso anno, affronta il tema dei nativi americani da un punto di vista nuovo per l'epoca.

## Trama
Le vicende vengono narrate in prima persona dal vecchio Jack Crabb (che ha raggiunto la veneranda età di 121 anni) ad un giornalista interessato alla battaglia del Little Bighorn e al processo di integrazione tra nativi americani e coloni. Crabb è l'unico sopravvissuto, insieme alla sorella Caroline, a un attacco indiano quando era bambino. I due orfani vengono trovati nell'immensa prateria, tra i resti bruciati dei carri, da un Cheyenne di nome Ombra Silenziosa, che li porta con sé al suo accampamento. Caroline, durante la notte, scappa. Rimasto solo, Jack viene adottato dai cheyenne ed entra nelle grazie del loro capo, Cotenna di Bisonte, saggio e anziano uomo medicina.
Il protagonista ha occasione di osservare il primitivo microcosmo della tribù cheyenne, dove esiste una grande libertà. Gli indiani vivono in armonia con la natura, credendo che tutto il mondo sia retto dal Grande Spirito, e sopravvivono con la caccia alla selvaggina catturata dai guerrieri della tribù. Questi ultimi hanno un patrimonio di valori improntato al rispetto e la lealtà, anche verso i nemici. A causa della sua bassa statura e del suo coraggio nella lotta, il protagonista viene chiamato "Piccolo Grande Uomo". Egli si fa nemico un suo coetaneo cheyenne, Orso Giovane; benché si odino cordialmente, in occasione di una scorreria contro una tribù nemica, Jack gli salva la vita e Orso Giovane rimane legato a lui da un debito di riconoscenza.
Dopo lo sterminio di donne e bambini del loro villaggio, compiuto dall'esercito statunitense, i cheyenne scendono in guerra contro i bianchi. Cotenna di Bisonte dice al protagonista che se egli vuole lasciare i cheyenne per andare presso il popolo cui appartiene, gli indiani accetteranno la sua decisione. Il ragazzo decide però di rimanere con coloro che lo hanno allevato. In un combattimento con i bianchi, che massacrano gli indiani armati solo di archi, frecce e bastoni, Piccolo Grande Uomo, che sta per essere ucciso da un militare, si salva mostrandosi per quello che è: un uomo bianco.
Visto che è cresciuto tra i "selvaggi", si decide che debba essere rieducato. Viene preso in custodia da un vecchio sacerdote protestante, ridicolo assertore della mortificazione del mondo sensuale per il raggiungimento della salvezza spirituale. Sua moglie è Louise Pendrake, che lava, accudisce e parla della morale al ragazzo. A Jack piace molto questa donna: grazie a lei diventa molto religioso e inizia a conoscere il sesso. Nonostante il suo moralismo puritano di facciata, questa si scopre avere una relazione extraconiugale e così, disilluso, Jack decide di andarsene, abbandonando anche la religione. Incontra allora un ciarlatano, Merriweather, che guadagna soldi imbrogliando la gente. I due si mettono nei pasticci e vengono catturati e coperti di penne e pece da una banda di giustizieri, capeggiati da quella che lui scopre essere sua sorella Caroline, abituata a vestire abiti maschili.
La sorella gli insegna a sparare. Durante il suo periodo da pistolero, Jack incontra e fa amicizia con Wild Bill Hickok, personaggio celebre della storia degli Stati Uniti d'America. Hickok è un pistolero sbruffone, dedito ai piaceri del saloon e dal grilletto facile, convinto com'è di essere attorniato da persone che attentano alla sua vita. A questo punto, Jack Crabb diventa commerciante e sposa Olga, una ragazza svedese, ma fa bancarotta. Per rifarsi intraprende un viaggio verso il West, ma la loro diligenza viene attaccata dagli indiani, che rapiscono la moglie.
Per ritrovare Olga, inizialmente Crabb vaga per le terre abitate dagli indiani e poi si arruola nell'esercito. Partecipa a un'azione con i cavalleggeri contro un villaggio indiano, che si risolve in un nuovo massacro di donne e bambini. Il protagonista assiste disgustato all'eccidio e, tentando di fermare un ufficiale, si rende colpevole di insubordinazione e quindi diserta. Nella mischia assiste alla morte del suo vecchio amico Ombra Silenziosa. Crabb riesce a salvare la giovane figlia di lui, incinta, e ne diviene il marito. Grazie alla donna, ritorna alla tribù di Cotenna di Bisonte, diventato cieco, il quale lo accoglie gioiosamente. Qui ritrova anche sua moglie Olga, ora sposata con Orso Giovane, ma non ha il coraggio di dirle nulla. Il protagonista è inoltre curiosamente costretto dalla moglie a fare l'amore con le sue sorelle.
Durante l'inverno, George Armstrong Custer e il suo Settimo Cavalleggeri attaccano di sorpresa l'accampamento indiano. Crabb assiste nuovamente a un eccidio compiuto dall'esercito, che, al suono di una marcia militare, stermina la sua tribù: sua moglie è trucidata insieme ad altre donne e bambini. Crabb si salva camminando tra gli spari con Cotenna di Bisonte che cieco, continua a sorridere credendosi invisibile. Animato da un sentimento di vendetta, riesce ad arruolarsi di nuovo nell'esercito ed è deciso ad uccidere Custer, responsabile del massacro, ma non trova la forza per farlo. Subisce l'umiliazione del generale, rappresentato nel film come un tronfio e insensato militarista, che pur avendolo scoperto lo lascia in libertà, dopo avergli detto che è un fallito sia come bianco che come cheyenne. Ritornato per strada, il protagonista ha una profonda crisi di identità e si dà all'alcool. Assiste alla morte di Wild Bill Hickok, ucciso da un avventore che lo ha riconosciuto come assassino di suo fratello. Ritrova la signora Pendrake, che ora si fa chiamare Lulù, a cui porta i soldi mandati da Hickok per farla partire. Ripreso a bere, ha un fugace incontro con Merriweather, ora commerciante di pelli di bisonte.
Crabb decide di fare l'eremita e si rifugia nella natura, ormai si sente del tutto privo di un mondo dove vivere. Fino a che la visione di una trappola dei cacciatori lo induce a pensare a se stesso come a un animale in trappola che si stacca un arto pur di salvarsi: decide che è tempo di suicidarsi e in preda ad uno stato confusionale sale su una rupe. Ma vede l'esercito di Custer. E capisce che è arrivato il momento di farvi i conti una volta per tutte. La situazione con gli indiani degenera e Custer è sempre più convinto di dover sterminare sia i sioux che i cheyenne. Crabb trova la forza di reagire per vendicarsi e riesce a tornare nel reparto di Custer come guida (muleskinner). Egli convince il generale a farsi prendere nell'imboscata degli indiani nella valle di Little Big Horn, che sorprendono i cavalleggeri americani e li massacrano. Durante la battaglia Crabb viene ferito, mentre Custer impazzisce e lo scambia per il presidente degli Stati Uniti Grant, con cui non corre buon sangue. Sta per ucciderlo, ma viene colpito da Orso Giovane, che ricambia così il debito con Piccolo Grande Uomo.
Nelle scene finali il protagonista incontra ancora Cotenna di Bisonte. Il vecchio capisce che, nonostante la vittoria su Custer, i bianchi hanno vinto. Il capo, allontanatosi dall'accampamento, aspetta la sua fine e si congeda dal mondo, ringraziando il Creatore per aver concesso gloriose vittorie ma anche per aver fatto patire sconfitte al suo popolo, dichiarandosi pronto ad accettare il suo volere divino. Ma la morte invocata non arriva e così il vecchio, constatando ironicamente la mancanza di efficacia della magia, si incammina con il suo nipote adottivo Piccolo Grande Uomo sotto la pioggia battente, parlando delle sue nuove mogli.
Il protagonista congeda infine il giornalista a cui ha raccontato la sua vita e rimane solo a ripensare ai ricordi di un mondo ormai scomparso.

## Produzione
Per ricreare la voce roca di un uomo di 121 anni, Hoffman si chiuse nel suo camerino e gridò con tutte le forze per oltre un'ora sforzandosi la gola. Il trucco per Jack Crabb da vecchio fu creato da Dick Smith impiegando schiuma di lattice e includeva un innovativo sistema di palpebre false che potevano sbattere insieme a quelle vere dell'attore. A causa di tagli nel montaggio, e con grande dispiacere di Smith, nessun battito di palpebre del vecchio Crabb è visibile nel film. A proposito del trucco, Hoffman disse in un'intervista concessa alla rivista Life: «Ti sfido a truccarti così e non sentirti vecchio». Il ruolo di Cotenna di Bisonte fu inizialmente offerto a Marlon Brando, Paul Scofield e anche Laurence Olivier, ma tutti rifiutarono. Le scene della battaglia a Little Big Horn furono girate a Crow Agency, Montana, nei pressi del vero sito dove si svolse la battaglia. Alcune delle scene in città furono filmate a Nevada City, Montana, una cittadina che nel 1970 consisteva principalmente di edifici storici del XIX secolo portati lì da qualche posto nel Montana. Tutte le scene in esterni degli indiani, tranne quelle a Little Big Horn, furono girate a Calgary, Alberta, Canada. Tutte le comparse indiane erano veri nativi americani del Nord America. Aimée Eccles, che interpreta Raggio di Luna, è in realtà di origini cinesi. E Cal Bellini, che interpreta Orso Giovane, è originario di Singapore.
Il vecchio capo indiano muore alla fine del romanzo ma così non è nel film. In un'intervista Arthur Penn spiegò il perché del cambiamento: «Abbiamo riflettuto a lungo su questo punto e nella prima bozza della sceneggiatura lui moriva, ma questa morte avrebbe introdotto un elemento di tristezza nel film e non lo volevamo. Il film sarebbe diventato drammatico, persino melodrammatico, invece di essere picaresco. Volevo anche dimostrare che non solo gli indiani sarebbero stati distrutti, ma erano anche condannati a vivere. Nel complesso, al pubblico piace l'intrattenimento drammatico compatto e omogeneo, ma io voglio il contrario. Un film dovrebbe rimanere libero e aperto, non con tutto definito e risolto».

## Accuratezza storica
Il vero "Piccolo Grande Uomo" (Little Big Man) era un capo tribù degli Oglala Sioux e non aveva nulla in comune con il personaggio inventato di Jack Crabb. Little Big Man è conosciuto per il suo coinvolgimento nella cattura e nel possibile assassinio di Cavallo Pazzo a Fort Robinson nel 1877.
Il film mostra la battaglia del Washita come uno spietato massacro di donne e bambini indifesi perpetrato dagli uomini di Custer; tuttavia, è storicamente provato che nell'accampamento erano presenti anche dei guerrieri al momento dell'attacco. Secondo i resoconti storici scritti di altri scontri tra indiani e la cavalleria degli Stati Uniti, la tattica comune della cavalleria era di attendere che i guerrieri avessero lasciato il campo per cacciare, o di attirare i guerrieri con rassicurazioni di buona caccia, e quindi di attaccare il villaggio non protetto. Le due scene del massacro sono storicamente invertite, il massacro di Sand Creek si verificò per primo nel 1864, dove la milizia del Colorado (Custer escluso) assalì un contingente pacifico di nativi americani, uccidendo più di 150 donne, bambini e uomini anziani. Il raid guidato da Custer sul Washita avvenne nel 1868.
Nel film viene mostrata una rappresentazione inaccurata della morte di Wild Bill Hickok. In realtà Hickok fu ucciso circa due mesi dopo la battaglia del Little Bighorn, il 2 agosto 1876, mentre stava giocando a poker al Nuttal & Mann's Saloon di Deadwood, Dakota del Sud. Insolitamente, Hickok era spalle alla porta. Alle 16:15 un pistolero di nome Jack McCall entrò nel locale e gli sparò alla schiena. Divenne famoso il fatto che Hickok al momento della morte aveva in mano una doppia coppia "nera" composta da due assi e due 8 di picche e fiori (A♠ A♣ 8♠ 8♣), che da lì in avanti prenderà il nome di "Mano del morto".
Nel film, la rappresentazione di George Armstrong Custer come un pazzo durante la battaglia del Little Bighorn fu intenzionale e da intendersi come una satira voluta dal regista e non ispirata alla vera figura storica, sebbene molte delle sue stranezze e vanità erano ispirate da osservazioni contemporanee. La fatale tattica messa in atto da Custer a Little Bighorn fu molto più complessa rispetto a quanto si vede nel film, che lo mostra pieno di odio bruciante per gli indiani e di conseguenza agire spietatamente verso di loro in battaglia. In verità, mentre le sue azioni prima e durante la battaglia rimangono controverse, alcuni storici  suggeriscono che fosse in qualche modo solidale con la causa della popolazione indiana e si oppose pubblicamente, a detrimento delle sue prospettive di carriera, alla politica di espansione dell'amministrazione Grant nelle terre indiane.
Il personaggio fittizio di Jack Crabb è parzialmente ispirato allo scout Curly, una delle guide indiane di Custer della tribù dei Crow. Curly cavalcò con il 7º Cavalleggeri di Custer nella valle di Little Bighorn, ma fu sollevato dal dovere prima dell'attacco finale, ritirandosi su un promontorio lì vicino e assistendo a gran parte dell'azione. Molte storie contrastanti dell'epoca hanno impreziosito la partecipazione di Curly agli eventi, affermando in diversi casi  che si mascherò con una coperta Cheyenne per sfuggire al campo di battaglia. Fu intervistato molte volte da alcuni scrittori che affermavano egli fosse l'unico testimone sopravvissuto degli uomini di Custer. Curly diede diverse versioni della sua partecipazione alla battaglia e l'accuratezza dei suoi ricordi successivi è stata messa in discussione.

## Riconoscimenti
- 1971 – Premio Oscar
  - Candidatura al miglior attore non protagonista a Chief Dan George
- 1971 – Golden Globe
  - Candidatura al miglior attore non protagonista a Chief Dan George
- 1970 – New York Film Critics Circle Awards
  - Miglior attore non protagonista a Chief Dan George
- 1971 – Laurel Awards
  - Migliore star maschile a Dustin Hoffman
  - Candidatura al miglior film
- 1971 – National Society of Film Critics Award
  - Miglior attore non protagonista a Chief Dan George
- 1971 – WGA Award
  - Candidatura alla miglior sceneggiatura a Calder Willingham
- 1972 – BAFTA Awards
  - Candidatura al miglior attore protagonista a Dustin Hoffman
  - Candidatura alla miglior colonna sonora a John P. Hammond
  - Candidatura al Premio UN

## Curiosità
- La scena in cui la signora Pendrake (Faye Dunaway) si toglie le calze nel bordello davanti a Jack Crabb (Dustin Hoffman) è un omaggio alla famosa scena presente nel film Il laureato.